# 历城郡
历城郡，中国南北朝时设置的郡。
北周置历城郡，治所在建安县（今宁夏回族自治区陶乐县西南黄河东岸），辖境约当今宁夏平罗县东南，属于灵州。因北魏迁徙历下（今山东济南市西）之民居此，故名。天和三年（568年）一度废历城郡，后来复置。隋文帝开皇三年（583年）废历城郡，下辖诸县归属灵州。